# 自當
自当（?—?），元朝蒙古人，燕只吉䚟氏。阿忽台之子。
元英宗时，由速古儿赤擢升为监察御史。治狱明断。泰定帝时，曾劾奏参知政事杨庭玉犯有贪污罪，没有结果，于是交出印信去官。泰定帝令人追回他复任，即再弹劾杨庭玉。又劾奏平章政事秃满迭儿自知预谋杀害英宗而不报。后来改为工部员外郎。元文宗即位，担任中书左司郎中，多有建议。后来担任陕西行台侍御史、浙西肃政廉访使。当时有驸马担任江浙行省丞相，他的宦官依仗公主权势，令有司强买民间货物，不从就殴打。自当把他逮捕，从此丞相府没有人敢害民。召为同知经筵事。后来忤逆权贵，左迁同知徽政院事。元顺帝初年，任福建都转运盐使等职。

## 延伸阅读
[在维基数据编辑]
 《元史/卷143》，出自宋濂《元史》
 《新元史/卷214》，出自柯劭忞《新元史》